# جوائز الدراما الكورية
جوائز الدراما الكورية (هانغول: 코리아 드라마 어워즈) هو حفل توزيع جوائز كوري تم تأسيسه من قبل مهرجان الدراما الكورية في عام 2007 لتكريم المتميزين في التلفزيون في كوريا الجنوبية. ويقام الحفل سنويا في أكتوبر في مدينة جينجو الكورية، مقاطعة غيونغسانغ الجنوبية. حيث يتم اختيار المرشحين من الدراما الكورية التي تبث على شبكات البث الثلاث الرئيسية (كي بي إس، إم بي سي وإس بي إس) وقنوات الكابل وذلك من أكتوبر العام المنصرم إلى سبتمبر العام الحالي. وقد تم إلغاء الحفل عام 2009 بسبب وباء إنفلونزا الخنازير.
‌

## روابط خارجية
- جوائز الدراما الكورية على موقع IMDb (الإنجليزية)